# 田中信義 (実業家)
田中 信義（たなか のぶよし、1932年1月 - ）は、日本の実業家。
徳島製粉代表取締役社長および代表取締役会長を歴任。

## 経歴
徳島県出身。1950年、阿波銀行に入社。1955年、徳島製粉に入社。専務取締役を経て、2008年に前社長・田中殖一の死去に伴い、代表取締役社長に就任。2019年に代表取締役会長に就任。